# شهرستان گلویستن (تگزاس)
شهرستان گلوستون، تگزاس (به انگلیسی: Galveston County, Texas) یک سکونتگاه مسکونی در ایالات متحده آمریکا است که در تگزاس واقع شده‌است.

## خصوصیات
شهرستان گلوستون ۲٬۲۶۳٫۶۶ کیلومترمربع مساحت دارد.